# Анна-Теодора Асенина
Анна-Теодора е българска княгиня (принцеса), севастократорица.

## Биография
Дъщеря е на цар Иван Асен II и Ирина Комнина, дъщерята на пленения от царя епирски деспот Теодор Комнин.
Анна-Теодора е омъжена за севастократор Петър. Те имат една дъщеря, чието име не се знае, но е омъжена за видинския деспот Шишман I. Оттук започва Иван-Александровият клон на Асеневата династия.
Анна-Теодора е баба на цар Михаил III Шишман Асен и на Кераца Петрица, и съответно прабаба на техните именити наследници: от страна на Михаил III Шишман на неговия син цар Иван Стефан, а от страна на Кераца Петрица на нейните деца цар Иван Александър, сръбската царица Елена и деспота на Валона Иван Комнин.